# ألبهوت (كراني)
ألبهوت (بالفارسية: الپهوت) هي قرية تقع في إيران في قسم کراني الريفي. يقدر عدد سكانها بـ 216 نسمة بحسب إحصاء 2016.